# Estação Núñez de Balboa

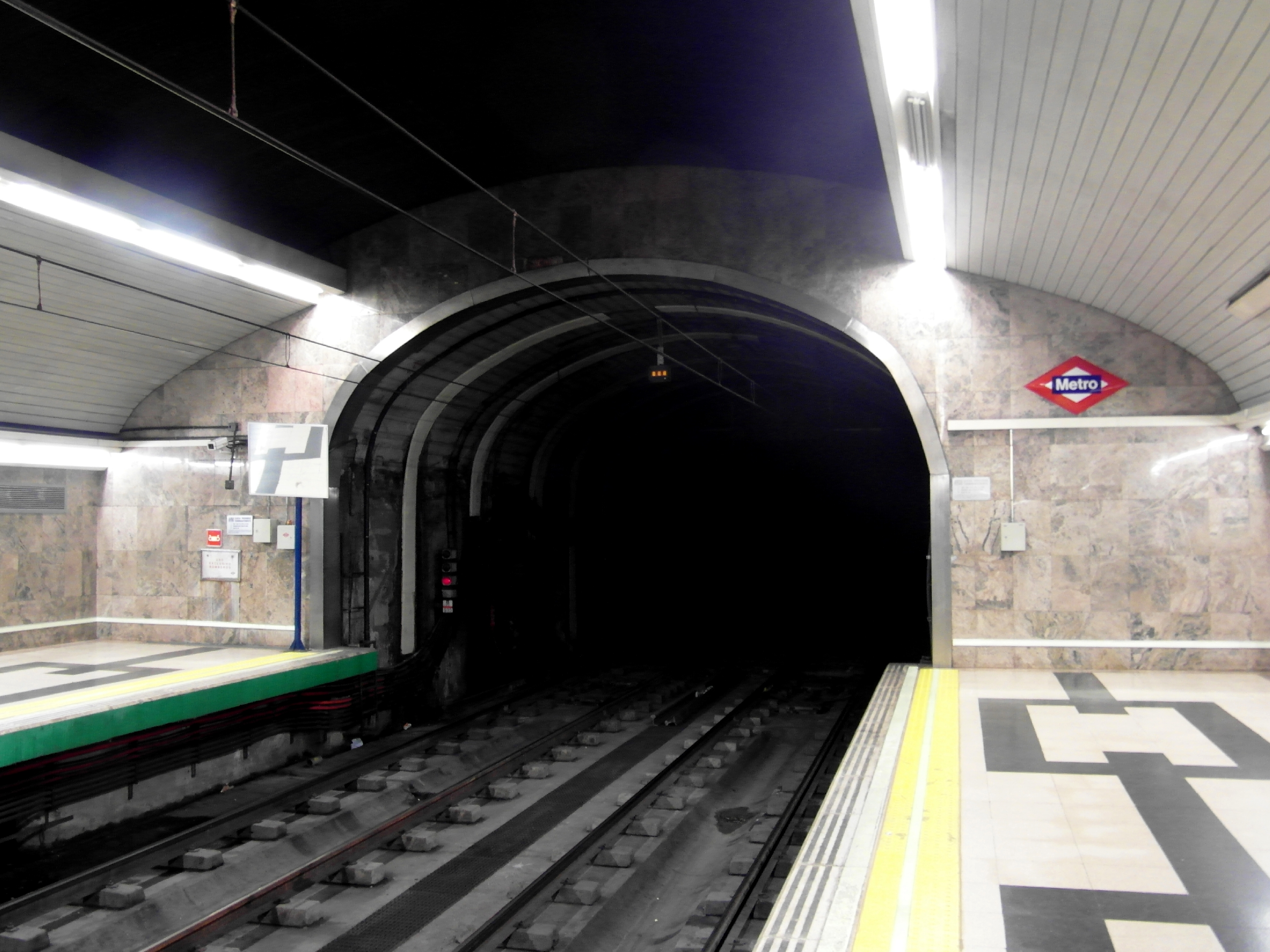
Estação Núñez de Balboa

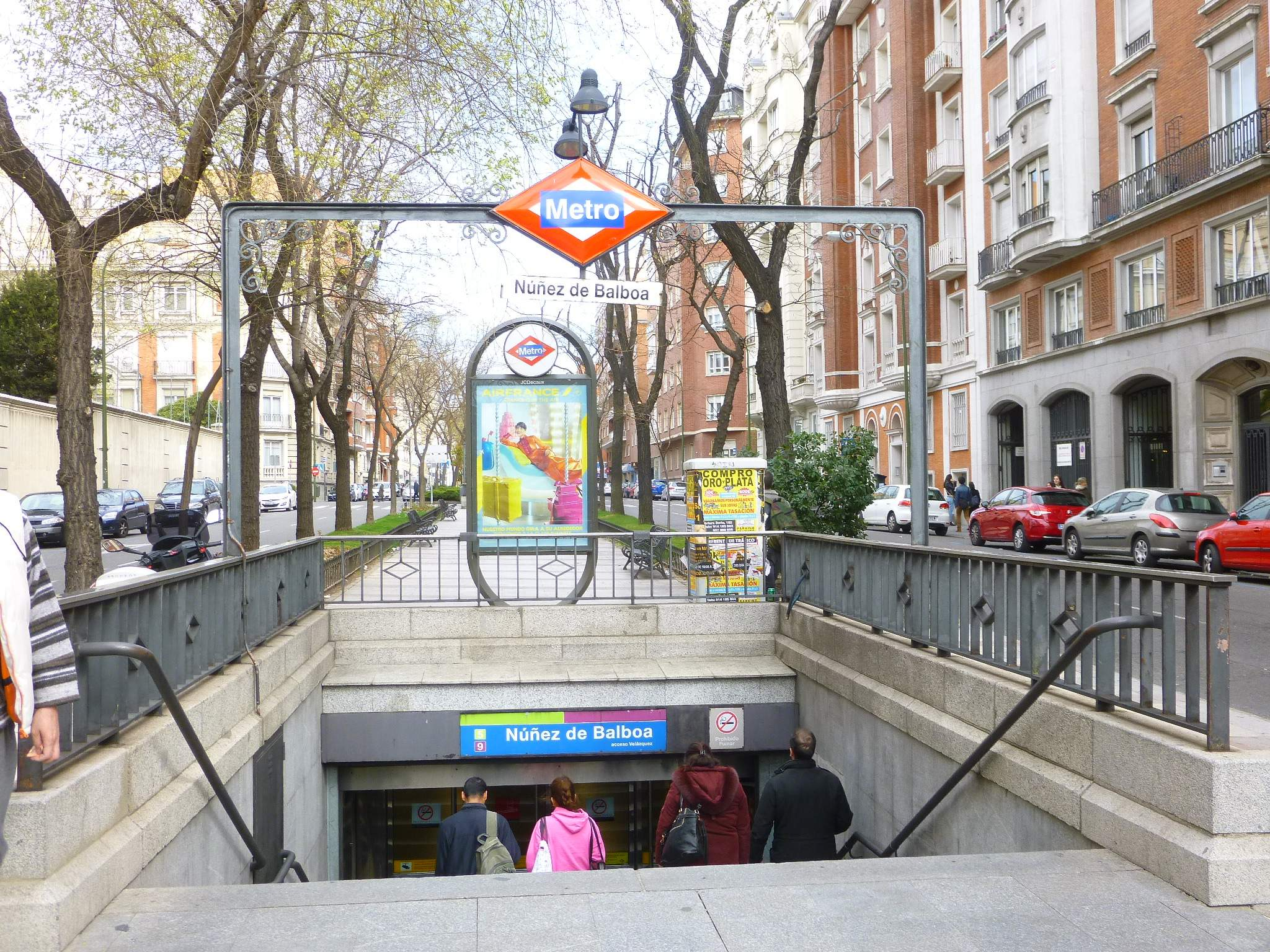
Acesso a estação

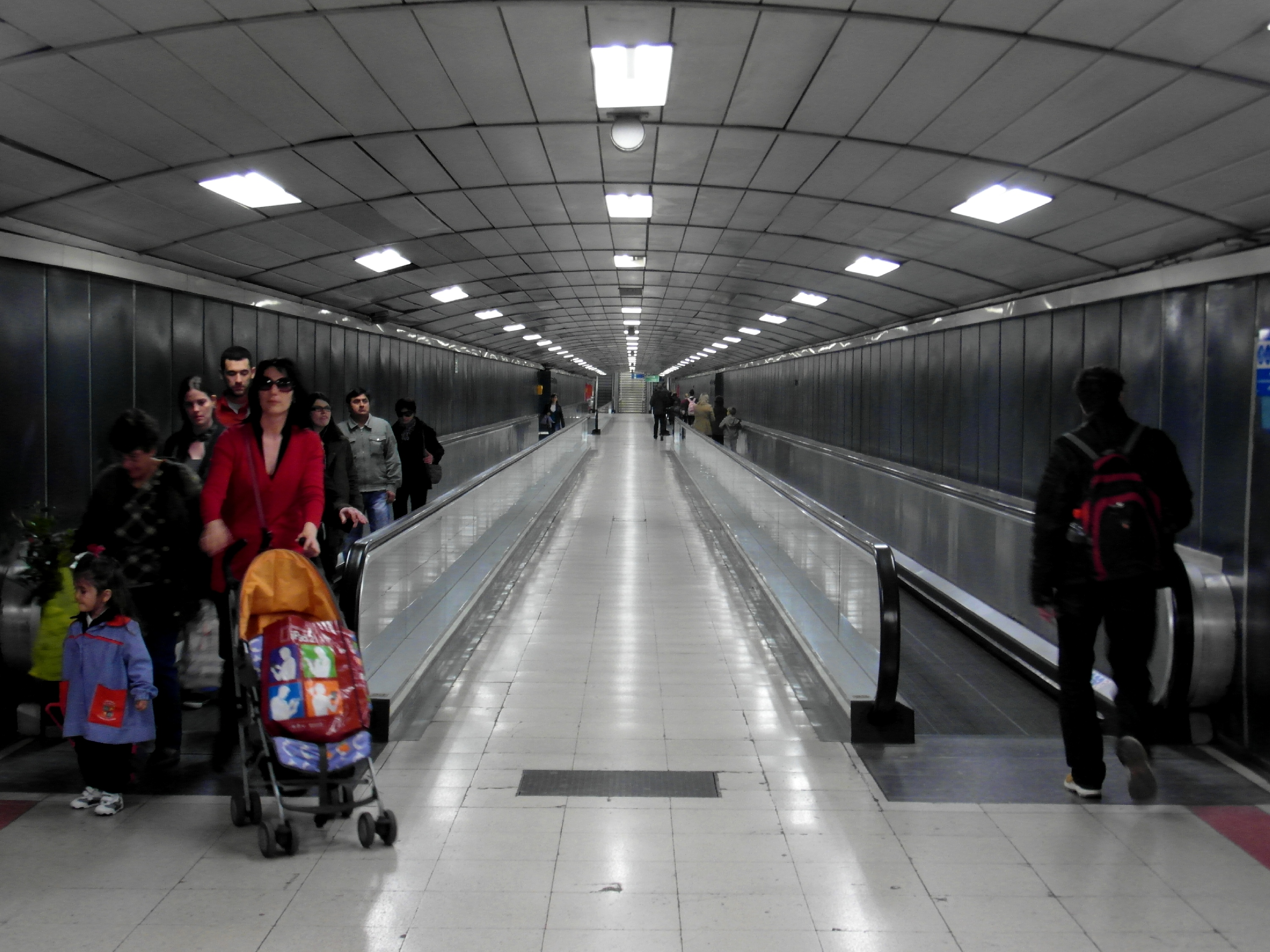
Interligação entre as estações

Núñez de Balboa é uma estação da Linha 5 e Linha 9 do Metro de Madrid.

## História
Linha 5: sob a rua Juan Bravo entre os cruzamentos com as ruas Velázquez e Núñez de Balboa. Daí o nome da estação, embora a Calle Núñez de Balboa seja muito longa. A estação foi inaugurada em 26 de fevereiro de 1970  e aberta ao público em 2 de março do mesmo ano, juntamente com os acessos as ruas Velázquez e Núñez de Balboa.
Linha 9: sob a rua do Príncipe de Vergara, entre a Plaza del Marqués de Salamanca e o entroncamento com a rua Juan Bravo. A estação foi aberta ao público em 24 de fevereiro de 1986, juntamente com o longo corredor de conexão com a outra linha e o acesso à Plaza del Marqués de Salamanca.